# Стомятское
Стомятское — деревня в Починковском районе Смоленской области России. Входит в состав Шмаковского сельского поселения. Население — 19 жителей (2007 год).
Расположена в центральной части области в 28 км к юго-востоку от Починка, в 16 км восточнее автодороги А141 Орёл — Витебск, на берегу реки Будянка. В 17 км западнее деревни расположена железнодорожная станция Васьково на линии Смоленск — Рославль.

## История
В годы Великой Отечественной войны деревня была оккупирована гитлеровскими войсками в июле 1941 года, освобождена в сентябре 1943 года.
Известные уроженцы
- Никитин, Матвей Тимофеевич (1911—1981) — советский военачальник, генерал-полковник танковых войск.